# Cratere Pomortsev
Pomortsev è un cratere lunare di 25,51 km situato nella parte nord-orientale della faccia visibile della Luna.